# Copa Profesional de Microfútbol 2014 (Colombia)
La Copa Postobon de Microfútbol 2014 fue la sexta edición de la Copa Profesional de Microfútbol. Comenzó a disputarse el 29 de mayo. 18 es el número de equipos que jugarán esta temporada. El jueves 6 de mayo se realizó el sorteo del torneo para definir los dos grupos. Se destaca la ausencia del equipo Bucaramanga FSC, Primer Campeón y protagonista de primer orden en este torneo el cual se disolvió por orden de su directiva quienes dirigirán otro proyecto deportivo en la contraparte Liga Colombiana de Fútbol Sala, organizada por la Federación Colombiana de Fútbol. También destaca la ausencia del equipo Milagroso Buga el cual toma su año sabático permitido por el reglamento del campeonato. Ingresan al torneo Piedecuesta FS como debutante reclamando la ficha del Bucaramanga FSC y La Noria FSC después de su ausencia durante el año pasado. Saeta Bogotá logra su primera corona a nivel profesional de este certamen.

## Sistema de juego
En la primera fase se jugarán 18 fechas bajo el sistema de todos contra todos en cada grupo, como ambos grupos contarán con 9 equipos cada uno habrá en cada jornada un (1) partido intergrupo. Los cuatro primeros de cada grupo avanzaran a la segunda fase o de confrontación directa jugando partidos de ida y vuelta cerrando de local los 4 mejores equipos. Las llaves en la segunda fase se conformarán así:
- Segunda fase

Llave 1: (1° del Grupo A) vs. (4° del Grupo B)
 Llave 2: (1° del Grupo B) vs. (4° del Grupo A)
Llave 3: (2° del Grupo A) vs. (3° del Grupo B)
Llave 4: (2° del Grupo B) vs. (3° del Grupo A)
- Semifinales

Los ganadores de cada llave accederán a la semifinal de la siguiente manera:
(F1) Ganador Llave 1 vs. Ganador Llave 4
(F1) Ganador Llave 2 vs. Ganador Llave 3
- Final

Como resultado quedarán dos equipos que disputarán la final de la V Copa Postobon de Microfútbol.

## Datos de los clubes
| Equipo                          | Departamento       | Ciudad           | Coliseo                                        | Aforo |
| ------------------------------- | ------------------ | ---------------- | ---------------------------------------------- | ----- |
| Atlético Villavicencio          | Meta               | Villavicencio    | Coliseo Álvaro Mesa Amaya Coliseo La Grama     |       |
| Barrancabermeja Ciudad Futuro   | Santander          | Barrancabermeja  | Coliseo Luis Fernando Castellanos              |       |
| Bello Innovar 80                | Antioquia          | Bello            | Coliseo Tulio Ospina                           |       |
| Caciques del Quindío            | Quindío            | Calarcá          | Coliseo del Sur                                | 5 000 |
| Esmeraldas Chiquinquira         | Boyacá             | Chiquinquirá     | Coliseo IMDECUR                                |       |
| Heroicos de Cartagena           | Bolívar            | Cartagena        | Coliseo Northon Madrid                         |       |
| Huila Futsalón                  | Huila              | Neiva y Pitalito | Coliseo Álvaro Sánchez Silva (Neiva)           |       |
| Independiente Santander         | Santander          | Bucaramanga      | Coliseo Edmundo Luna Santos                    |       |
| La Noria FSC                    | Cundinamarca       | Fusagasugá       | Coliseo Municipal                              |       |
| Leones de Nariño                | Nariño             | Pasto            | Coliseo Sergio Antonio Ruano                   |       |
| Motilones FDS                   | Norte de Santander | Ocaña            | Coliseo Argelino Durán Quintero                |       |
| Pereira FSC                     | Risaralda          | Pereira          | Coliseo Mayor Rafael Cuartas Gaviria           |       |
| Piedecuesta FS                  | Santander          | Piedecuesta      | Unidad Deportiva de Villa Concha               |       |
| Polykennedy P&Z                 | Bogotá             | Bogotá           | Coliseo Cayetano Cañizares                     |       |
| Real Cafetero                   | Quindío            | Armenia          | Coliseo del Café Coliseo Municipal de Circasia |       |
| Real Caldas FS                  | Caldas             | Manizales        | Coliseo Ramón Marín Vargas                     |       |
| Saeta Bogotá-Chocolates Felicci | Bogotá             | Bogotá           | Coliseo Cayetano Cañizares                     |       |
| Tolima Syscafe                  | Tolima             | Ibagué           | Coliseo Enrique Triana Castillo                |       |

## Todos Contra Todos

### Grupo A
| Pos | Equipo                  | Pts | PJ | PG | PE | PP | GF  | GC  | Dif |
| --- | ----------------------- | --- | -- | -- | -- | -- | --- | --- | --- |
| 1.  | Independiente Santander | 28  | 18 | 13 | 2  | 3  | 104 | 64  | 40  |
| 2.  | Saeta Ch. Felicci       | 26  | 18 | 12 | 2  | 4  | 92  | 50  | 42  |
| 3.  | Barrancabermeja CF      | 25  | 18 | 11 | 3  | 4  | 110 | 59  | 51  |
| 4.  | Polykennedy P&Z         | 22  | 18 | 10 | 2  | 6  | 72  | 72  | 0   |
| 5.  | Heroicos de Cartagena   | 21  | 18 | 9  | 3  | 6  | 78  | 62  | 16  |
| 6.  | Piedecuesta FS          | 21  | 18 | 9  | 3  | 6  | 102 | 89  | 13  |
| 7.  | Chiquinquirá Esmeraldas | 9   | 18 | 4  | 1  | 13 | 45  | 88  | -43 |
| 8.  | La Noria FSC            | 5   | 18 | 2  | 1  | 15 | 63  | 116 | -53 |
| 9.  | Motilones FDS           | 2   | 18 | 1  | 0  | 17 | 61  | 142 | -81 |